# José María Basanta
José María „Chema” Basanta (ur. 3 kwietnia 1984 w Tres Sargentos) – argentyński piłkarz z obywatelstwem meksykańskim występujący na pozycji środkowego obrońcy, obecnie zawodnik meksykańskiego Monterrey. Jest kuzynem Mariano Pavone i Gonzalo Pavone, również piłkarzy.

## Kariera klubowa
Basanta jest wychowankiem akademii młodzieżowej zespołu Club Atlético Boca Juniors z siedzibą w stołecznym Buenos Aires. Tam początkowo występował na pozycji lewoskrzydłowego, a dopiero jako szesnastolatek został przekwalifikowany na środkowego obrońcę. W juniorach Boca występował w tej samej drużynie, co jego rówieśnicy Carlos Tévez i Matías Silvestre. Nigdy nie potrafił jednak przebić się do pierwszego zespołu i profesjonalną karierę piłkarską rozpoczynał w Estudiantes La Plata. Do seniorskiej ekipy został włączony jako dziewiętnastolatek, lecz w argentyńskiej Primera División zadebiutował dopiero za kadencji szkoleniowca Reinaldo Merlo, 6 marca 2005 w przegranym 1:3 meczu z Argentinos Juniors. Premierowego gola w najwyższej klasie rozgrywkowej strzelił zaś 1 kwietnia 2006 w zremisowanej 1:1 konfrontacji z Vélezem Sarsfield.
Nie mogąc wywalczyć sobie miejsca w wyjściowej jedenastce, latem 2006 Basanta udał się na wypożyczenie do drugoligowego Olimpo de Bahía Blanca. Tam z kolei od razu został kluczowym graczem drużyny i triumfował z nią zarówno w jesiennym sezonie Apertura, jak i wiosennym Clausura, co zaowocowało automatycznym awansem Olimpo na pierwszy szczebel rozgrywek. On sam powrócił jednak do Estudiantes, gdzie ponownie sporadycznie pojawiał się na boiskach, mając za konkurentów do gry w wyjściowej jedenastce piłkarzy takich jak Federico Fernández i Leandro Desábato. Mimo to w barwach tego klubu wziął udział w kilku międzynarodowych turniejach, największy sukces osiągając w nich w 2006 roku, kiedy to pomógł drużynie z La Platy dotrzeć do ćwierćfinału rozgrywek Copa Libertadores.
Latem 2008 Basanta za sumę miliona dolarów został ściągnięty do meksykańskiego zespołu CF Monterrey przez swojego rodaka – trenera Ricardo La Volpe. W meksykańskiej Primera División zadebiutował 27 lipca 2008 w zremisowanym 2:2 meczu z Pueblą i od razu został kluczowym punktem defensywy. Premierowego gola w nowym klubie strzelił 4 kwietnia 2009 w spotkaniu z Atlasem, również zremisowanym 2:2. W jesiennym sezonie Apertura 2009, już pod wodzą nowego menadżera, Víctora Manuela Vuceticha, zdobył swój pierwszy tytuł mistrza Meksyku, będąc liderem swojego zespołu. W styczniu 2010 triumfował z Monterrey w rozgrywkach kwalifikacyjnych do Copa Libertadores – InterLidze. Niedługo potem został mianowany przez trenera Vuceticha na nowego kapitana drużyny Monterrey. W tej roli, podczas sezonu Apertura 2010, po raz drugi zdobył z nią mistrzostwo Meksyku.
W 2011 roku Basanta wygrał z Monterrey najbardziej prestiżowe rozgrywki północnoamerykańskiego kontynentu – Ligę Mistrzów CONCACAF. Dzięki temu mógł wziąć udział w Klubowych Mistrzostwach Świata, gdzie zajął ze swoją drużyną dopiero piąte miejsce. W wiosennym sezonie Clausura 2012 odniósł kolejny sukces na arenie krajowej, tym razem w postaci wicemistrzostwa Meksyku, został wybrany w oficjalnym plebiscycie Meksykańskiego Związku Piłki Nożnej na najlepszego środkowego obrońcę ligi, a także po raz drugi triumfował w północnoamerykańskiej Lidze Mistrzów. W grudniu 2012 ponownie pojechał z Monterrey do Japonii, gdzie zanotował występ na Klubowych Mistrzostwach Świata. Tym razem jego zespół spisał się lepiej niż poprzednio, zajmując trzecią lokatę w turnieju. W marcu 2013 otrzymał meksykańskie obywatelstwo, a dwa miesiące później po raz trzeci z rzędu wygrał ze swoją drużyną rozgrywki Ligi Mistrzów CONCACAF.
Latem 2014 Basanta przeszedł za 2,6 miliona euro do włoskiego ACF Fiorentina. W tamtejszej Serie A zadebiutował 29 października 2014 w wygranym 3:0 spotkaniu z Udinese Calcio, i mimo iż przez pierwsze kilka miesięcy pozostawał rezerwowym stoperem, to wraz z końcem listopada wywalczył sobie pewne miejsce na środku obrony. Pierwszego gola w lidze włoskiej strzelił 11 stycznia 2015 w wygranej 4:3 konfrontacji z US Palermo, a na koniec rozgrywek 2014/2015 zajął z Fiorentiną wysokie, czwarte miejsce w tabeli i dotarł do półfinału Ligi Europy. Bezpośrednio po tym na zasadzie wypożyczenia powrócił do CF Monterrey, z którym jako kapitan ekipy wywalczył wicemistrzostwo Meksyku w sezonie Clausura 2016, po czym został wykupiony na stałe za sumę półtora miliona dolarów.

## Kariera reprezentacyjna
W seniorskiej reprezentacji Argentyny Basanta zadebiutował za kadencji selekcjonera Alejandro Sabelli, 26 marca 2013 w zremisowanym 1:1 meczu z Boliwią w ramach eliminacji do Mistrzostw Świata 2014. W końcówce tych kwalifikacji był podstawowym graczem kadry i ogółem zanotował podczas nich cztery występy. W 2014 roku został powołany na Mistrzostwa Świata w Brazylii, podczas których pozostawał rezerwowym zawodnikiem zespołu i rozegrał dwa spotkania, zastępując kontuzjowanego Marcosa Rojo na pozycji lewego obrońcy – w 1/8 finału ze Szwajcarią (1:0) i w ćwierćfinale z Belgią (1:0). Argentyńczycy dotarli natomiast do finału mundialu, przegrywając w nim po dogrywce z Niemcami (0:1).

## Statystyki kariery

### Klubowe
| Estudiantes    | 2004–2005 | Argentyna | Primera División   | 2   | 0  | –  | –              | –                        | –  | –   | 2   | 0  |
| Estudiantes    | 2005–2006 | Argentyna | Primera División   | 8   | 1  | –  | –              | CL                       | 1  | 0   | 9   | 1  |
| Olimpo         | 2006–2007 | Argentyna | Primera B Nacional | 36  | 1  | –  | –              | –                        | –  | –   | 36  | 1  |
| Estudiantes    | 2007–2008 | Argentyna | Primera División   | 13  | 1  | –  | –              | CS + CL                  | 7  | 0   | 20  | 1  |
| Monterrey      | 2008–2009 | Meksyk    | Liga MX            | 36  | 1  | –  | –              | –                        | –  | –   | 36  | 1  |
| Monterrey      | 2009–2010 | Meksyk    | Liga MX            | 34  | 0  | 4  | 1              | CL                       | 4  | 0   | 42  | 1  |
| Monterrey      | 2010–2011 | Meksyk    | Liga MX            | 39  | 3  | –  | –              | LMC                      | 8  | 0   | 47  | 3  |
| Monterrey      | 2011–2012 | Meksyk    | Liga MX            | 33  | 3  | –  | –              | LMC + KMŚ                | 11 | 0   | 44  | 3  |
| Monterrey      | 2012–2013 | Meksyk    | Liga MX            | 37  | 0  | –  | –              | LMC + KMŚ                | 10 | 1   | 47  | 1  |
| Monterrey      | 2013–2014 | Meksyk    | Liga MX            | 29  | 0  | 3  | 0              | KMŚ                      | 2  | 1   | 34  | 1  |
| ACF Fiorentina | 2014–2015 | Włochy    | Serie A            | 24  | 2  | 3  | 0              | LE                       | 10 | 2   | 37  | 4  |
| Monterrey      | 2015–2016 | Meksyk    | Liga MX            | 34  | 2  | 1  | 0              | –                        | –  | –   | 35  | 2  |
| Monterrey      | 2016–2017 | Meksyk    | Liga MX            | 0   | 0  | –  | –              | LMC                      | 0  | 0   | 0   | 0  |
| Ogółem         |           |           |                    |     |    |    |                |                          |    |     |     |    |
| Argentyna      | Argentyna | Argentyna | 59                 | 3   | –  | –  | CL + CS        | 8                        | 0  | 67  | 3   |    |
| Meksyk         | Meksyk    | Meksyk    | 242                | 9   | 8  | 1  | CL + LMC + KMŚ | 35                       | 2  | 285 | 12  |    |
| Włochy         | Włochy    | Włochy    | 24                 | 2   | 3  | 0  | LE             | 10                       | 2  | 37  | 4   |    |
| Ogółem         | Ogółem    | Ogółem    | Ogółem             | 325 | 14 | 11 | 1              | CL + CS + LMC + KMŚ + LE | 53 | 4   | 389 | 19 |

- CL – Copa Libertadores
- CS – Copa Sudamericana
- LMC – Liga Mistrzów CONCACAF
- KMŚ – Klubowe Mistrzostwa Świata
- LE – Liga Europy UEFA

### Reprezentacyjne
| Argentyna | Argentyna | 2013   | 3 | 0 | 4 | 0 | –  | – | – | 7  | 0 |
| Argentyna | Argentyna | 2014   | 3 | 0 | – | – | MŚ | 2 | 0 | 5  | 0 |
| Ogółem    | Ogółem    | Ogółem | 6 | 0 | 4 | 0 | MŚ | 2 | 0 | 12 | 0 |

- MŚ – Mistrzostwa Świata